# Niklas Lomb
Niklas Lomb (Colonia, 28 luglio 1993) è un calciatore tedesco, portiere del Bayer Leverkusen.

## Palmarès
- Campionato tedesco: 1

Bayer Leverkusen: 2023-2024
- Coppa di Germania: 1

Bayer Leverkusen: 2023-2024
- Supercoppa di Germania: 1

Bayer Leverkusen: 2024